# Муратов, Раднэр Зинятович
Раднэ́р Зиня́тович Мура́тов (тат. Раднэр Зиннәт улы Моратов; 21 октября 1928, Ленинград, СССР — 10 декабря 2004, Москва, Россия) — советский актёр кино и озвучивания; заслуженный артист РСФСР (1986).

## Биография
Раднэр Муратов родился 21 октября 1928 года в татарской семье в Ленинграде. Его советское имя Раднэр происходит от сокращения «радуйся новой эре». Родные, близкие и друзья звали актёра Радиком. Отец — Зиннат Муратов — студент Ленинградского политехнического института, впоследствии первый секретарь Татарского обкома КПСС.
В 1946 году окончил Казанскую спецшколу ВВС.
В 1951 году окончил во ВГИКе мастерскую Михаила Ромма и Сергея Юткевича.
Работал в Государственном театре киноактёра с 1951 по 1988 годы.
Известен по фильмам «Максим Перепелица», «Поединок», «Время, вперёд!», «Золотой телёнок», «Щит и меч», «12 стульев», «Будни уголовного розыска», «Пропавшая экспедиция», «Золотая речка», «Афоня», «Вечный зов», «Не может быть!». Самой известной ролью Раднэра Муратова стал Василий Алибабаевич из фильма «Джентльмены удачи».
Младший брат Раднэра, Лир Муратов (1932—2018) — заслуженный тренер Российской Федерации, международный арбитр по шахматам, президент Российской шахматной федерации глухих. Сам Раднэр Муратов в молодости серьёзно увлекался шахматами, стал кандидатом в мастера. Впоследствии принимал участие в телевизионной учебной шахматной программе гроссмейстера Юрия Авербаха под именем Мурад Ферзиев.
В 1986 году Раднэру Муратову присвоено звание заслуженного артиста РСФСР.
После 1987 года в кино не снимался.

### Личная жизнь
После окончания ВГИКа Раднэр Муратов некоторое время жил в неофициальном браке с Изольдой Извицкой. Тем не менее, восходящая звезда отечественного кинематографа затем увлеклась актёром Эдуардом Бредуном и рассталась с Муратовым.
Муратов познакомился, а затем и официально оформил свои отношения с актрисой Театра киноактёра Еленой Довлатбековой (1932—2024). У супругов родился сын Леонид (род. 27 сентября 1956 года), продолживший актёрскую профессию.  Через несколько лет[прояснить] семья распалась.
Раднэр Муратов увлекался игрой на скачках, из-за чего распался брак с женой Еленой. На ипподроме в районе Беговой улицы проводил всё свободное время. Жил в аскетических условиях. Из материальных благ ценил только книги.

### Последние годы жизни
В последние годы актёр жил в нищете, в собственной квартире (Нагатинская набережная, 12-3) спал на полу, на газетах. Страдал болезнью Альцгеймера. В кино практически не снимался, хотя принимал участие во встречах со зрителями. Постепенно забывал имена, даты и самые простые слова, терял ориентацию. По словам его сына, Леонида Муратова, иногда отца находили заблудившимся в центре Москвы на Арбате. За два месяца до смерти он вышел из дома и пропал; сотрудники милиции нашли его в состоянии деменции на Преображенской площади.
Скончался ночью 10 декабря 2004 года, на 77-м году жизни, в ГКБ № 68 (с 2017 года ГКБ имени В. П. Демихова) от инсульта. Прах захоронен на Николо-Архангельском кладбище.

## Фильмография

### Роли в кино
| Год  |     | Название                                         | Роль                                                                           |
| ---- | --- | ------------------------------------------------ | ------------------------------------------------------------------------------ |
| 1952 | ф   | Композитор Глинка                                | коридорный в театре (нет в титрах)                                             |
| 1953 | ф   | Застава в горах                                  | Ахмет                                                                          |
| 1953 | кор | Чук и Гек                                        | член геологоразведочной экспедиции (нет в титрах)                              |
| 1954 | ф   | «Богатырь» идёт в Марто                          | радист Петя                                                                    |
| 1955 | ф   | Ляна                                             | Гриша                                                                          |
| 1955 | ф   | Максим Перепелица                                | однополчанин Максима Таскиров                                                  |
| 1956 | ф   | Хозяйка гостиницы                                | слуга графа                                                                    |
| 1956 | ф   | Первые радости                                   | Ахмет, подаёт кумыс на ярмарке (нет в титрах)                                  |
| 1957 | ф   | Поединок                                         | Гайнан                                                                         |
| 1958 | ф   | Звероловы                                        | Дудин                                                                          |
| 1958 | ф   | Олеко Дундич                                     | эпизод (нет в титрах)                                                          |
| 1958 | ф   | Трудное счастье                                  | цыган дядя Петя                                                                |
| 1959 | ф   | Баллада о солдате                                | попутчик Алёши (нет в титрах)                                                  |
| 1959 | ф   | В этот праздничный вечер                         | клиент справочного бюро (нет в титрах)                                         |
| 1959 | ф   | Хмурый Вангур                                    | проводник, сын Михаила Василий Куриков                                         |
| 1960 | ф   | Дама с собачкой                                  | официант в ялтинском кафе (нет в титрах)                                       |
| 1960 | ф   | Хлеб и розы                                      | Алёшка из кулацкой банды                                                       |
| 1961 | ф   | Будни и праздники                                | Сейфуллин                                                                      |
| 1961 | ф   | Командировка                                     | Мокей                                                                          |
| 1961 | ф   | Любушка                                          | конюх Павлик                                                                   |
| 1961 | ф   | Чёртова дюжина                                   | помощник машиниста Михаил                                                      |
| 1962 | ф   | Закон Антарктиды                                 | Иван Васильев                                                                  |
| 1962 | ф   | Здравствуй, Гнат                                 | солдат (нет в титрах)                                                          |
| 1963 | ф   | Встреча на переправе                             | эпизод                                                                         |
| 1964 | ф   | Добро пожаловать, или Посторонним вход воспрещён | пионервожатый в тюбетейке (нет в титрах)                                       |
| 1964 | ф   | Непридуманная история                            | Михаил                                                                         |
| 1964 | ф   | Отец солдата                                     | лейтенант                                                                      |
| 1964 | ф   | Хоккеисты                                        | сдвигавший столики посетитель ресторана (нет в титрах)                         |
| 1965 | ф   | Авария                                           | следователь районной прокуратуры                                               |
| 1965 | ф   | Арбузный рейс                                    | буровик (нет в титрах)                                                         |
| 1965 | ф   | Время, вперёд!                                   | Загиров                                                                        |
| 1965 | ф   | Над нами Южный Крест                             | зимовщик                                                                       |
| 1965 | ф   | Сколько лет, сколько зим!                        | эпизод                                                                         |
| 1965 | ф   | Совесть                                          | Рахимов                                                                        |
| 1966 | ф   | Айболит-66                                       | разбойник                                                                      |
| 1966 | ф   | Дикий мёд                                        | военврач                                                                       |
| 1966 | ф   | Земля отцов                                      | черкес                                                                         |
| 1966 | ф   | Маленький беглец                                 | пациент в больнице (нет в титрах)                                              |
| 1967 | ф   | Возмездие                                        | старшина медсанбата (нет в титрах)                                             |
| 1968 | ф   | Далеко на западе                                 | Мурад                                                                          |
| 1968 | ф   | Золотой телёнок                                  | студент в поезде Загиров                                                       |
| 1968 | ф   | По Руси                                          | хлебопёк Мустафа                                                               |
| 1968 | ф   | Последняя пядь                                   | Хормужинов                                                                     |
| 1968 | ф   | Щит и меч                                        | курсант школы абвера «Шаман»                                                   |
| 1969 | ф   | Тройная проверка                                 | советский контрразведчик Хабибуллин (корреспондент газеты)                     |
| 1970 | ф   | Миссия в Кабуле                                  | водитель Сорокина Юсуф                                                         |
| 1970 | ф   | О друзьях-товарищах                              | помощник Глазьева (нет в титрах)                                               |
| 1970 | ф   | Расплата                                         | пассажир в аэропорту (нет в титрах)                                            |
| 1971 | ф   | 12 стульев                                       | шахматист, которому Бендер пожертвовал ферзя                                   |
| 1971 | ф   | Джентльмены удачи                                | Василий Алибабаевич Али-Баба                                                   |
| 1971 | ф   | У нас на заводе                                  | лейтенант милиции                                                              |
| 1972 | ф   | Пётр Рябинкин                                    | ездовой                                                                        |
| 1973 | ф   | Будни уголовного розыска                         | Муратов                                                                        |
| 1973 | ф   | Неисправимый лгун                                | поливальщик                                                                    |
| 1973 | ф   | Нейлон 100%                                      | артист цирка Евгений Дергачёв                                                  |
| 1974 | ф   | Они будут счастливы                              | эпизод                                                                         |
| 1974 | с   | Совесть (5 серия)                                | водитель Рахимов                                                               |
| 1975 | ф   | Афоня                                            | слесарь Марат Рахимов                                                          |
| 1975 | ф   | Долгие вёрсты войны («Атака с ходу», фильм 2)    | Закиров                                                                        |
| 1975 | ф   | Дума о Ковпаке («Буран», фильм 2)                | участник совещания у Сталина (нет в титрах)                                    |
| 1975 | ф   | Не может быть!                                   | милиционер                                                                     |
| 1975 | ф   | Пропавшая экспедиция                             | Ахметка                                                                        |
| 1976 | ф   | Золотая речка                                    | Ахметка                                                                        |
| 1977 | ф   | Садись рядом, Мишка!                             | дворник Мустафа Иванович                                                       |
| 1978 | ф   | Право первой подписи                             | эпизод                                                                         |
| 1979 | ф   | Возвращение чувств                               | муж Назиры Рим                                                                 |
| 1979 | ф   | Маленькие трагедии                               | эпизод                                                                         |
| 1979 | ф   | Поездка через город                              | дорожный мастер Михайлов                                                       |
| 1979 | ф   | Похищение «Савойи»                               | убивший Макса индеец Ганс (нет в титрах)                                       |
| 1980 | ф   | Вечерний лабиринт                                | приёмщик белья                                                                 |
| 1980 | ф   | Гражданин Лёшка                                  | водитель лесовоза Гекто                                                        |
| 1981 | ф   | Брелок с секретом                                | человек в тюбетейке, снабженец                                                 |
| 1981 | ф   | Ришад — внук Зифы                                | Мунир                                                                          |
| 1981 | ф   | Смотри в оба!                                    | Закиров                                                                        |
| 1981 | ф   | Шляпа                                            | пассажир в аэропорту                                                           |
| 1983 | с   | Вечный зов (15 серия)                            | Магомедов                                                                      |
| 1984 | ф   | Гостья из будущего                               | гроссмейстер (эпизод, не вошедший в окончательную версию фильма, нет в титрах) |
| 1984 | ф   | Особое подразделение                             | фронтовой почтальон                                                            |
| 1985 | ф   | Законный брак                                    | милиционер в отделении                                                         |
| 1986 | ф   | Люби меня, как я тебя                            | восточный человек (вокал Павел Смеян)                                          |
| 1986 | ф   | Семь криков в океане                             | стюард                                                                         |
| 1987 | ф   | Крейцерова соната                                | кондуктор                                                                      |

### Озвучивание
| Год  |   | Название               | Роль                                                                 |
| ---- | - | ---------------------- | -------------------------------------------------------------------- |
| 1962 | ф | Королева Шантеклера    | Санти, роль Луиджи Джулиани                                          |
| 1964 | ф | Фантомас               | Леон, роль Мишеля Дюплекса                                           |
| 1965 | ф | Фантомас разбушевался  | Леон, роль Мишеля Дюплекса                                           |
| 1968 | ф | Именем закона          | Мамедхан, роль Алиаги Агаева                                         |
| 1971 | ф | В тени смерти          | Янис Далда, роль Гирта Яковлева                                      |
| 1971 | ф | Поклонись огню         | роль Тургуна Бердалиева                                              |
| 1973 | ф | Земля Санникова        | Старик, вёзший экспедицию на собачей упряжке, роль Сундупа Рабсалова |
| 1973 | ф | Колокольчик            | Гейдар, роль Мухтара Авшарова                                        |
| 1973 | ф | Побег из тьмы          | Рахим, роль Раджаба Адашева                                          |
| 1974 | ф | Цвет золота            | Дурды, роль Танрыкули Сеидкулиева                                    |
| 1975 | ф | Первая ласточка        | Чичико, роль Т. Мегрелидзе                                           |
| 1976 | ф | Дервиш взрывает Париж  | роль К. Магеррамова                                                  |
| 1977 | ф | Гариб в стране Джиннов | Кесра, роль Мубариза Алиханоглу                                      |
| 1981 | ф | Дорожное происшествие  | Мюршуд, роль Гаджи Исмайлова                                         |